# Helleborus vesicarius
Helleborus vesicarius är en ranunkelväxtart som beskrevs av Pierre Martin Remi Aucher-Eloy. Helleborus vesicarius ingår i släktet julrosor, och familjen ranunkelväxter. Inga underarter finns listade i Catalogue of Life.